# 北白鹅城隍庙
北白鹅城隍庙位于中国山西省运城市垣曲县英言乡北白鹅村。

## 保护
2021年8月4日，北白鹅城隍庙公布为第六批山西省文物保护单位，古建筑类，年代为元、清，编号6-259。	